# خالد با وزير
خالد با وزير (مواليد 8 مايو 1995) لاعب كرة قدم إماراتي
يجيد اللعب في الوسط مع نادي الشارقة في دوري الخليج العربي الإماراتي .
أعاره نادي الوحدة إلى الوصل في عام 2017 و انتقل إلى نادي الظفرة في صيف 2018 و انتقل إلى نادي الشارقة في صيف 2020 .

## روابط خارجية
- خالد با وزير على موقع Soccerway.com (الإنجليزية)